# Republica Elvețiană
Republica Elvețiană a fost un stat care a durat între 1798 și 1803, fiind precursorul Elveției moderne, al cărui act de "naștere" este considerat anul 1815. 
În ziua de 5 martie 1798, trupele franceze au intrat pe teritoriul elvețian.  Ca rezultat, statul elvețian de atunci, cunoscut mai ales sub numele de  Ancien Régime, a colapsat.  În 12 aprilie, același an, Republica Helvetia, sau Republica elvețiană, "Una și indivizibilă", stat clientelar Franței napoleonice, a fost proclamată.  Suveranitatea cantonală și drepturile feudale și locale au fost suspendate.  Statul ocupant, o Franță nici republică nici imperiu, dar profund războinică, crease o republică după chipul și asemănarea statului centralizat francez ce a urmat revoluției franceze din 1789.  Aceste idei "progresiste" au fost repudiate în mod generalizat de către întreaga populație, dar mai ales în zonele centrale ale Confederației, nucleul Vechii Confederații și centrul tradițional de putere al acesteia.  O mișcare de răzvrătire din Nidwalden a fost sugrumată brutal de forțele de ocupație.
În această perioadă, nu a existat nici un fel de unitate de opinii sau de acțiune a elvețienilor  înșiși (nici măcar între aceia care fuseseră nucleul Vechii Confederații) pentru un viitor confederat al Elveției "republicane."  Deși au existat numeroase încercări de lovituri de stat, toate au fost eșuate și Republica elvețiană aservită francezilor a rămas, pentru că francezii au controlat mereu puterea politică prin prezența lor militară.  Forțele de ocupație erau prezente în numeroase orașe și sate, și în special în zona Vechii Confederații.
Deși omniprezența trupelor franceze făcea imposibilă orice încercare de funcționare a vreuneia din structurile statale vechi, totuși puternica rezistența locală precum și veșnicele probleme financiare ale Republicii elvețiene au dus în final la colapsarea acestui stat impus.  Instabilitatea Republicii a atins vârful de destabilizare în anul 1802 - 1803.
Intrarea de trupe suplimentare franceze în ianuarie - februarie 1803 nu a produs nici un miracol.  Ca atare, realizând dezastrul, Napoleon Bonaparte însuși introduce Actul de mediere, decret-lege menit să realizeze un compromis între falimentara Republică de tip francez și structurile funcționale de secole ale Vechii Confederații.  Statul centralizat a fost abolit.
Astăzi se pot regăsi elemente ale Republicii elvețiene în Elveția modernă, printre care cantoanele și constituțiile cantonale sunt cele mai "vizibile".

## Diviziuni administrative
Cantoanelor aparținând Republicii elvețiene, care fuseseră tradițional suverane, li s-au restrâns enorm libertatea de administrare, devenind doar niște districte administrative.  Pentru a li se slăbi și mai mult puterea, noi granițe administrative au fost trasate.  Actul din 1798 a făcut ca numărul total de cantoane să fie redus la 19, după cum urmează:
- Aargau (fără Baden și Fricktal)
- Baden
- Basel
- Bellinzona
- Berna (fără Oberland)
- Fribourg
- Léman (corespunzând Vaud)
- Linth
- Lugano
- Luzern
- Oberland
- Raetia (corespunzând Graubünden/Grisons)
- Säntis
- Schaffhausen
- Solothurn
- Thurgau
- Waldstätten
- Valais
- Zürich